# Croton lasiopetaloides
Espèce
Croton lasiopetaloides est une espèce de plantes à fleurs du genre Croton et de la famille Euphorbiaceae présente du Mexique (Oaxaca, Chiapas) au Guatemala.